# 夜行 (雑誌)
『夜行』（やぎょう）とは、北冬書房から1972年から1995年まで刊行されていた漫画・評論雑誌。全20号。

## 概要
元『ガロ』編集者である高野慎三は1971年暮れに青林堂を退社。翌、1972年に北冬書房を設立する。同年「夜行」を刊行する。主につげ義春に関わる目的で刊行された。装幀は赤瀬川原平。その後、雑誌のサイズが7号から小さくなる。9号で初めて特集が組まれる（菅野修）。1995年に20号をもって廃刊。その後、同じコンセプトを継承する雑誌として雑誌『幻燈』を刊行する。
石子順造、山根貞男、梶井純、権藤晋の四人の同人誌であった『漫画主義』は1978年から『夜行』に吸収された。独立した同人誌として出すだけの経済的余裕がなくなったため。
高野慎三は石子順造と会った際に、長井と懇意にしていた石子から、「長井さんが『夜行』を見て、もっても1年だろうね、といってたよ」と言われた。高野自身2-3年が限界かと考えていた。が、『夜行』は、その後、年間2冊の刊行が、やがて年1冊となりながらも、1995年までに20余年で20冊を発刊し続けた。

## 主な執筆陣
- つげ義春（1号「夢の散歩」）
- 林静一（1号「酔蝶花」
- 古川益三（1号「闇白蓮」）
- 鈴木翁二（1号「さみしい名前」）
- つげ忠男（1号「屑の市」）
- かわぐちかいじ
- 菅野修
- 藤原マキ
- 三橋乙耶
- 鈴木清順
- 山田勇男
- 湊谷夢吉
- 南日れん
- いしいひさいち（7号「やぁ〜やぁ〜」、8号「元気なき戦い」）
- 伊藤重夫
- 山根貞男
- ほんまりう（ほんま・りゅう名義、6号「エンパルメの聖女」）
- 長久雅行
- 北川由紀子（1号「車中にて」）
- 棚瀬哲夫（1号「散策人の日覆い」）
- みやま・さだみ（6号「里子が死んだ」）
- 朋杳二
- 斎藤種魚
- 蘇生蘭造（6号「漫我駄」）
- 川猫めぐみ
- 羽鳥よしゅあ
- 堀江豊示（6号「譚詞曲」）
- 雨川ミユキ
- 高橋太
- 永井サク（20号「木の下の少女」）
- おんちみどり
- 石川あつし
- 松田嘉範
- 双子山京蔵
- 新谷成唯

## バックナンバー
- 第1号 1972年4月発行
- 第2号 1972年9月発行
- 第3号 1973年4月発行
- 第4号 1973年11月発行
- 第5号 1974年4月発行
- 第6号 1976年6月発行
- 第7号 1978年6月発行
- 第8号 1979年5月発行
- 第9号 1980年4月発行
- 第10号 1981年6月発行
- 第11号 1981年12月発行
- 第12号 1982年12月発行
- 第13号 1984年3月発行
- 第14号 1985年7月発行
- 第15号 1987年7月発行
- 第16号 1989年3月発行 ISBN 4-89289-078-2
- 第17号 1991年5月発行 ISBN 4-89289-085-5
- 第18号 1993年2月発行 ISBN 4-89289-092-8
- 第19号 1994年1月発行 ISBN 4-89289-094-4
- 第20号 1995年8月発行 ISBN 4-89289-097-9